# ركاب (فروسية)

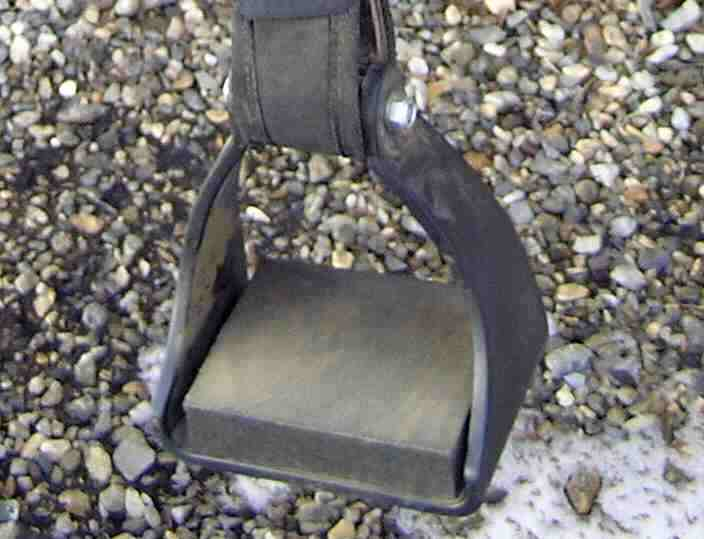
ركاب.

الرِكاب هو إطارٌ أو حلقةٌ صغيرة يضع الفارسُ قدمه بداخلها ويتم وصلها بــ السرج عن طريق سَيْرٍ جلدي يُطْلَق عليه اسم «سَيْر الركاب». وعادةً ما يوجد زوجٌ من الركائب للمساعدة على اِمْتِطَاء الدواب وأيضًا كدعامةٍ للقدم أثناء ركوب الحيوانات (مثل الأحصنة أو أي نوعٍ آخر من الخيول مثل البغال)، كما تزيد هذه الركائب من قدرة الفارس على البقاء ثابتًا فوق السرج وعلى التحكم في المَطِيَّة بشكلٍ أكبر، وهذا يؤدي إلى زيادة انتفاع الإنسان من الحيوان في مجالاتٍ عدة مثل، الاتصالات ووسائل النقل والحروب.
قديمًا كان الفرسان يلجئون إلى وضع أقدامهم تحت حِزَامِ السَرْج أو في عقدةٍ بسيطة للأُصْبُع كوسيلةٍ لتثبيت أنفسهم على صهوات الجياد، ولاحقًا تم تصنيع الرِكاب الفردي كأداةٍ تساعد الأفراد على امتطاء الدواب، وبعد ذلك ظهر الرِكاب الزوجي بعد اختراع هيكل السرج. ويرجع الفضلُ في استخدام الرِكاب الزوجي إلى أسرة جين الحاكمة في الصين، وقد وصلت هذه الركائب إلى أوروبا خلال فترة العصور الوسطى. ويرى البعض أن الرِكاب كان واحدًا من الأدوات الأساسية التي ساهمت في إنشاء ونشر الحضارة الحديثة بدرجةٍ تقترب بشكلٍ كبير من الأهمية التي شكلها اختراع العجلة وآلة الطباعة للحضارة الإنسانية.
وتتنوع الركائب الحديثة وتختلف في أشكالها وأحجامها وخاماتها، ويتم وصلها بالسروج من خلال سيور جلدية قابلة للضبط؛ حيث يمكن تغيير طولها لتلائم كلٍ من حجم الفارس وحاجته للبقاء ثابتًا فوق مركز التوازن الأفضل للفرس في أي من تخصصات الفروسية، غير أن هناك مخاوف عدة تتعلق بتأثير استخدام الركائب على صحة الإنسان وسلامته، ومنها أنه في حالة سقوط الفارس من على صهوة الجواد قد تعلق قدمه بالرِكاب، الأمر الذي يؤدي إلى جره من قدمه وراء الفرس، وتشمل هذه المخاوف أيضًا أن استخدام الرِكاب لساعاتٍ طويلة دون راحة قد يُسفر عن تضرر وتر الشظوية الثالثة في القدم، إلا أنه في حالة ارتداء حذاء ركوب الخيل تصبح الركائب أقلَ خطورةً على القدم، كما أن استخدامَ الحجم المناسب ووضعَ القدم بصورةٍ صحيحة على الرِكاب يزيد من سلامة استخدامه وسهولة استعماله.

## أصل الكلمة
تم اشتقاق الكلمة الإنجليزية "stirrup" من كلماتٍ إنجليزية قديمة هي stirap, stigrap، ثم كلماتٍ أخرى من العصور الوسطى stirop, styrope, والتي تعني حبال التسلق، وتأتي من الكلمة الإنجليزية القديمة stīgan بمعنى «يصعد»، وفي العربية يتم اشتقاق كلمة «الرِكاب» من الفعل «رَكِبَ» أي «اِعْتَلى» وكان العرب يطلقون لفظة «الرِكاب» على ما يُركب من الإبلِ خاصّة، فالرِّكابُ هو الإبل المركوبة، أو الحاملة شيئًا، أو التي يراد الحملُ عليها.

## التاريخ
تم وصف الرِكابَ بأنه أحدُ أهم الاختراعات في تاريخ الحروب وحتى أكثر أهمية من اختراع البارود؛ وذلك لأنه ساعد الفرسان على البقاء أكثر ثباتًا فوق صهوات الجياد، حيث وَسَّعَت الركائب من نطاق استخدام الخيول في الحروب، ونتيجة لذلك لُقِبَت بالخطوة الثورية الثالثة في العتاد الحربي بعد كلٍ من العجلة الحربية والسرج، وقد غيّرت الركائب بصورةٍ جذرية من المفاهيم الأساسية لاستخدام الخيول في العمليات الحربية، حيث ساعدت الفارس على البقاء أكثر ثباتًا فوق صهوة الجواد وقَلَّلَت من احتمال سقوطه أرضًا أثناء القتال، كما يمكن للفارس أن يوجه ضربةً إلى الخصم باستخدام سلاحٍ يستفيد بشكلٍ كاملٍ من قوة دفع الفرس وراكِبه ووزنهما، وإلى جانب مميزاتٍ أخرى، توفِّر الركائب توازنً ودعمًا كبيرين، حيث يمكن للـ فارس أن يستخدم السيف بصورةٍ أكثر فاعلية دون تعرضه لخطرِ الوقوع أرضًا خاصةً ضد جنود المشاة التابعة للعدو، وعلى عكس الاعتقاد الشائع، لم تكن الركائب هي العامل الذي ساعد الخيالة على استخدام الرماح بشكلٍ أكثر كفاءةً (فمنذ القدم استعمل فرسان الكاتافراكت الرماح)، بل ساعدهم على ذلك استخدام الجزء الخلفي من السرج.

### النشأةُ الأولى

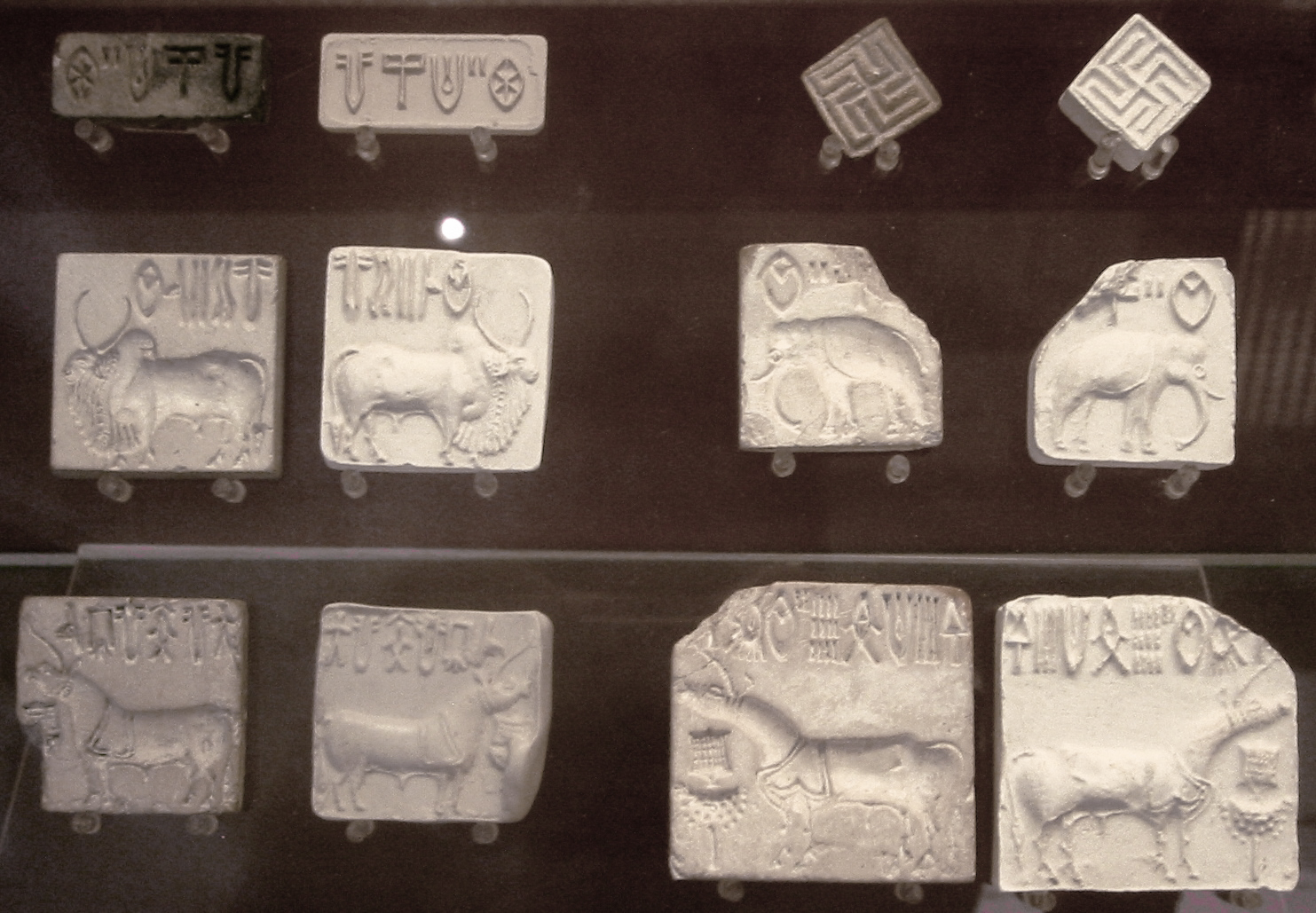
أختام وادي السند يظهر عليها حيوان يشبه آحادي القرن (حيوان خرافي) مزود برِكابين، المتحف البريطاني.

تم اختراع الرِكاب في وقتٍ حديثٍ نسبيًا نظرًا إلى أن الخيول قد تم استئناسها منذ حوالي عام 4500 قبل الميلاد، وقد كان أول نموذج لأداةٍ تشبه السرج هو ذلك الذي استخدمه الفرسان الآشوريون حوالي سنة 700 قبل الميلاد، وكانت هذه السروج على شكلِ أقمشة مهدبة أو حشية مزودة بضماداتٍ للصدر وسيرٍ عند كَفَلِ الفرس.
وقد ظهر أول نموذج للركائب على شكلِ عقدةٍ يثبت الفارس إبهام قدمه بداخلها، وتم استخدام هذا النوع في الهند في أواخر القرن الثاني قبل الميلاد، في حين قد يرجع ظهورها إلى عام 500 قبل الميلاد، وقد تكونت هذه الدعامة البدائية من حبلٍ معقود مخصص لإبهام القدم ويتدلى من سرجٍ مصنوع من الألياف أو الجلود، ويُعد هذا النوع مناسبًا للطبيعة المناخية الحارة لجنوب ووسط الهند حيث اعتاد الأفراد ركوب الخيول وهم حفاة الأقدام. وخلال عمليات التنقيب الأثري بقرية جوناباني في ولاية ماديا براديش الهندية تم اكتشاف زوجٍ من قضبان مقوسة مزدوجة مصنوعة من الحديد والميغاليث وتنحني عند نهايتها، وقد تم اعتبار ذلك الشيء على أنه ركائب قديمة على الرغم من احتمال كونه شيئًا آخر. كما أن النقوش البوذية البارزة المنحوتة على جدران معابد سانچی وماتورا وكهوف بهاجا، والتي يرجع تاريخها ما بين القرنين الأول والثاني قبل الميلاد، تصور الفرسان وهم يستخدمون سروجًا متقنة الصنع يضعون أقدامهم تحت أحزمتها، وفي هذا الصدد، وَصَفَ عالمُ الآثار السير جون مارشال النقوشَ البارزة لمعبد سانچی على أنها «المثالُ الأقدم الذي يصور استخدام الركائب في أي جزءٍ من العالم قبل ما يقرب من خمسة قرون»،
ولاحقًا استخدمت قبيلة من الرحل يُعرَف أفرادُها تاريخيًا بــ السارماتيين الرِكاب الفردي كأداةٍ تساعدهم على امتطاء الدواب.

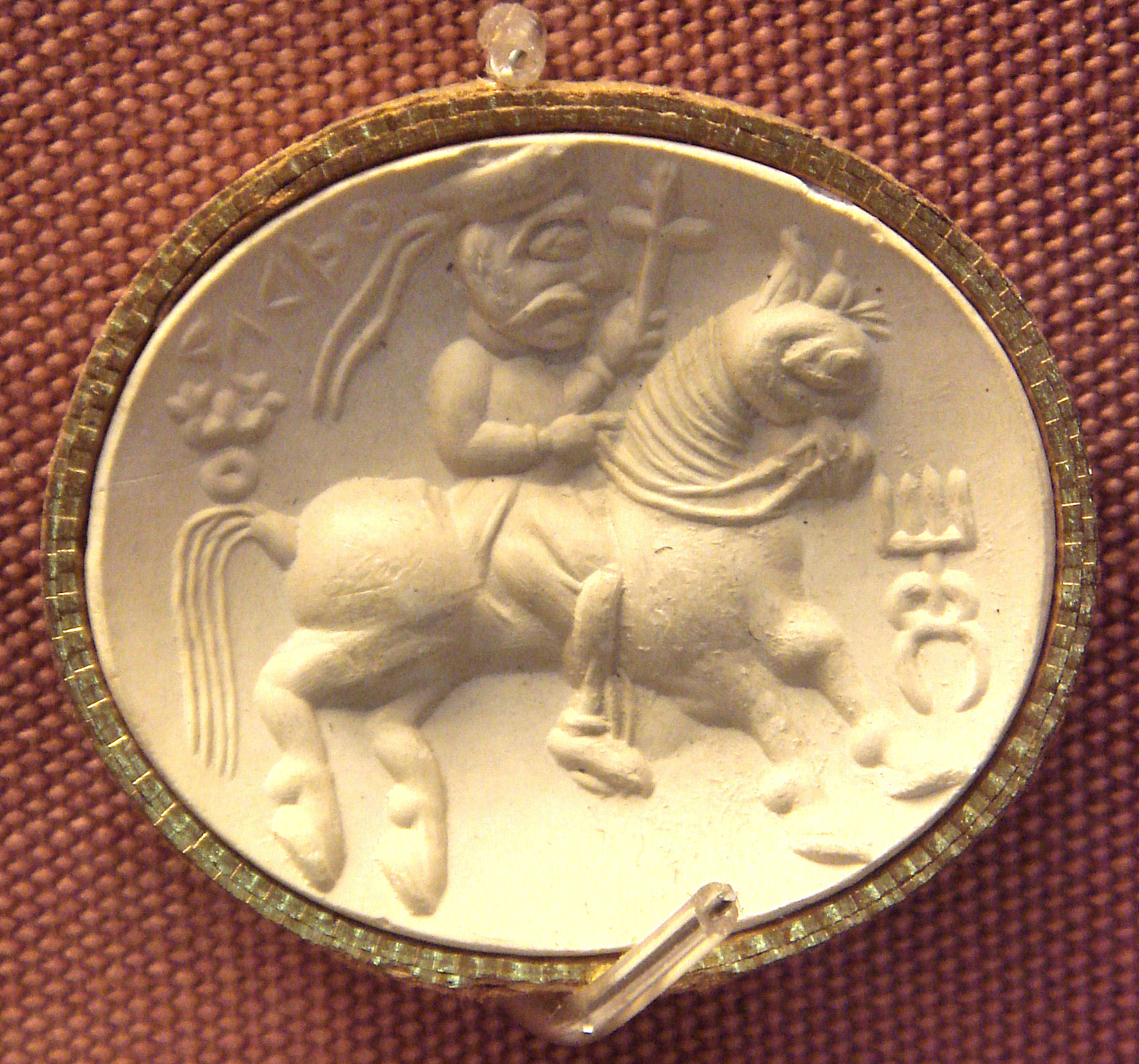
نحت بارز لمعبودٍ كوشاني وهو يستخدم رِكابًا قديمًا حوالي عام 150 ميلاديًا. المتحف البريطاني.

وقد ساهم اختراع الهيكل الصلب للسروج في تطوير الركائب بشكلها المتعارف عليه حاليًا، وفي حالة غياب هذا الهيكل الصلب، يتسبب وزن الفارس في خلق نقاطِ ضغطٍ كبيرة، وهذا يؤدي إلى إصابة ظهر الفرس بآلامٍ حادة، وقد توصلت دراساتٌ حديثة تم إجراؤها باستخدام تقنية التصوير الحراري عن تصميمات السروج الخالية من الهياكل وذات الهياكل المرنة إلى وجود آثار احتكاك على ظهر الجواد.
وفي آسيا تمت صناعة السروج ذات الهياكل الصلبة من اللباد الذي يغطي إطارًا خشبيًا، وترجع نشأة هذه التصميمات إلى حوالي عام 200 قبل الميلاد، كما كانت أوائل السروج ذات الهياكل الصلبة في الغرب هي تلك التي استخدمها الرومان في القرن الأول قبل الميلاد، غير أنّ هذا التصميم أيضًا لم يحتوِ على أية ركائب، ويعد أول تمثيل موثوق لفارس يستخدم زوجًا من الركائب هو ذلك الذي تم اكتشافه في الصين في أحد المقابر التابعةلأسرة جين الحاكمة والتي يرجع تاريخها إلى حوالي عام 322 ميلاديًا. The stirrup appeared to be in widespread use across China by AD 477.

### الركائب في أوروبا
انتشر الرِكاب ووصل من آسيا إلى أوروبا في أواخر القرن السادس وأوائل السابع ميلاديًا وذلك نتيجة للغزو القادم من قبائل آسيا الوسطى مثل قبائل الآفارية والمعروفة أيضًا باسم القبائل الأوارية، ومن خلال الكشوف الأثرية، تم اكتشاف الركائب الحديدية التي تشبه شكل الكمثرى في أوروبا في مقابر آفارية ترجع للقرن السابع ميلاديًا بدولة المجر، ويعد هذا النوع هو الأصل الذي تفرعت عنه الأنواع الأوروبية الأخرى التي ظهرت في العصور الوسطى، وقد أُجريَ تنقيبٌ أثري في خمسةٍ وخمسين موقعًا للدفن في المجر والمناطق المحيطة حتى عام 2005، وتم اكتشاف مائة وإحدى عشرة عينةٍ من الركائب ترجع إلى أوائل العصر الآفاري، وكانت هذه الركائب على شكلِ ثمرةِ التفاح ومصنوعة من الحديد الزهر ومزودة بعقدةٍ مُطوَّلة ونعلٍ مُسَطَّح مثني تجاه الداخل بشكلٍ طفيف، وتعد أول إشارة أدبية للركائب في المراجع الأوروبية هي تلك التي تم ذكرها في كتاب الإستراتيجيات الذي يُنْسَب للإمبراطور البيزنطي موريس، وتمت كتابته في وقتٍ ما بين عام 575 وعام 628 ميلاديًا،  ويوضح هذا الكتاب التعداد اللازم لسلاح الفرسان الإمبراطوري، حيث ينص على التالي: «يجب أن يكون السرج مصنوعًا من أقمشة كبيرة وسميكة، ويجب أن يكون اللجام مصنوعًا من خامةٍ عالية الجودة، كما يتحتم توصيل السرج بدرجتين حديديتين [skala] وحبلٍ مزود بسيرٍ جلدي...»  ويوضح دينيس أن عدم وجود كلمة إغريقية محددة للفظةِ الرِكاب يدل على أن هذه الأداة كانت جديدة تمامًا على البيزنطيين، ويُعتقَد أنهم أخذوها عن عدوهم اللدود من الآفاريين، ثم نقلها البيزنطيون بدورهم إلى أعدائهم التالين وهم العرب. وترجع نشأةُ معظم الركائب ذات الحلقات المطولة التي تم اكتشافها في المقابر المجرية إلى أوائل القرن السابع على الرغم من أن بعضها يرجع تاريخه بلا شك حتى قبل عام 600 ميلاديًا. وتشير الأدلة الأدبية والأثرية بدرجةٍ كبيرة إلى احتمالية استخدام الركائب للأغراض العسكرية في مناطق جنوب وسط أوروبا وشرق البحر المتوسط بالتأكيد في النصف الثاني من القرن السادس ميلاديًا، وأن الإمبراطورية البيزنطية استخدمتها بحلول عام 600 ميلاديًا.
وبحلول القرن الثامن بدأ الأوروبيون في استخدام الركائب على نطاقٍ أوسع، وكانت الركائب الأولى في غرب أوروبا، وهي تلك التي ظهرت في بودينهايم وريغنسبورغ، يتم إحضارها من اتحاد القبائل الآفارية أو كان يتم تصنيعها محليًا على هيئة نسخٍ طبق الأصل من تلك التي استخدمها المحاربون الآفارييون وقتئذٍ، غير أن الركائب الآفارية لم تُستخدَم بنفس ذلك القدر الكبير في بقية مناطق غرب أوروبا، ولم تظهر الركائب في البيئات الميروفنجية والإيطالية اللومباردية بأعدادٍ كبيرة، ولم تكن شائعة في هذه المناطق بالقدر الذي كانت عليه في منطقة السهل البانوني، إلا أن ركائب القرن السابع التي تم اكتشافها في ألمانيا لم تشبه على الإطلاق تلك الركائب الحديدية الآفارية التي وُجِدَت في المقابر المجرية والمناطق المجاورة، حيث كانت هذه الرافِعات المُعلَقة التي تم اكتشافها في تجمعات مقابر بجنوب ألمانيا تُرجِح استعمالهم للركائب الخشبية، ويشير المؤرخ الأمريكي برنارد باتشرتش: (Bernard Bachrach) إلى ندرة ركائب أوائل العصور الوسطى التي تم اكتشافها في غرب أوروبا، حيث يوضح أنه «بعد التنقيب في سبعمائة وأربع مقابر للرجال يرجع تاريخها إلى القرن الثامن في ألمانيا حتى [كذا] عام 1967، لم يتم اكتشاف سوى ثلاثة عشر رِكابًا فقط.»

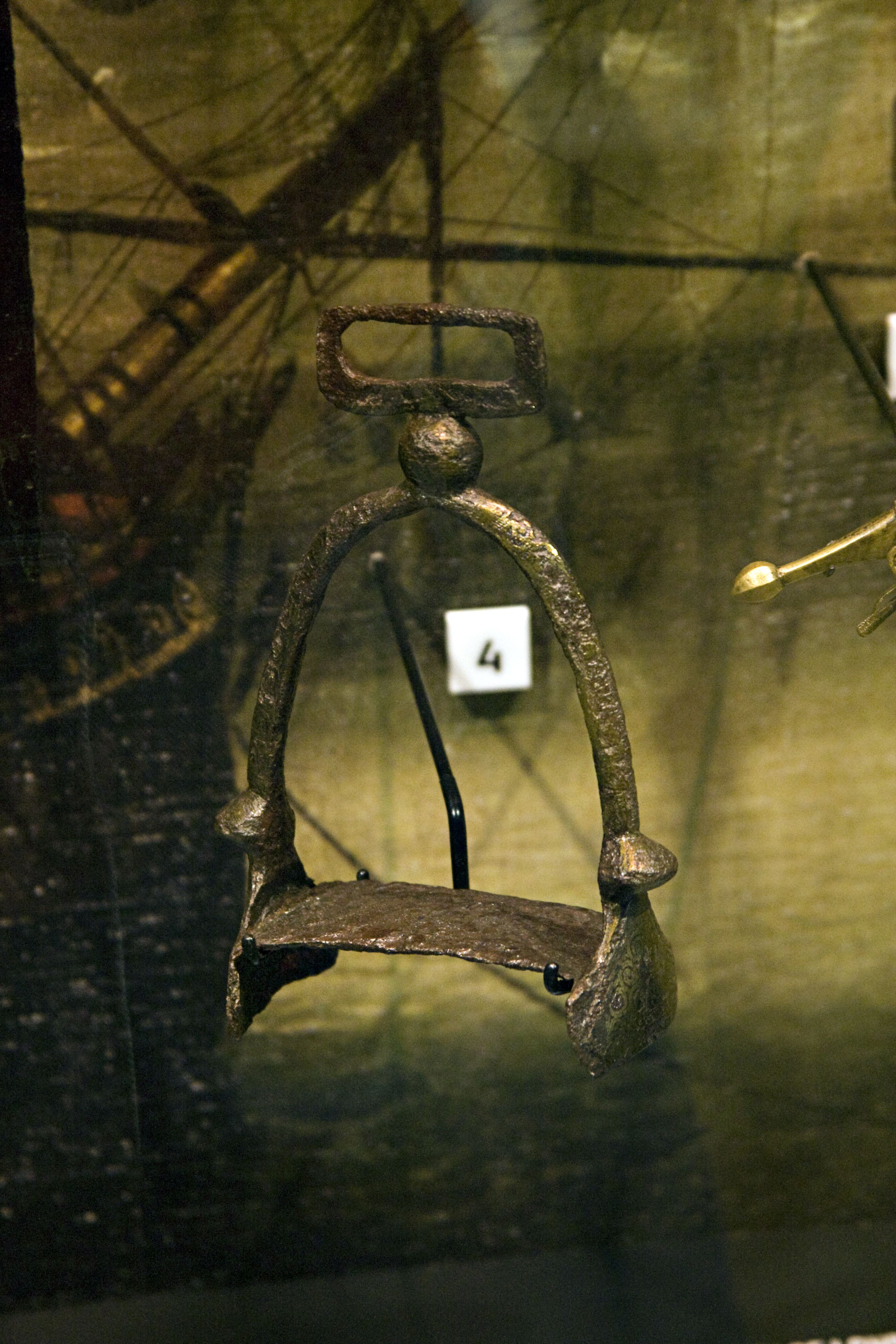
رٍكاب من القرن العاشر تم اكتشافه في إنجلترا

تُعد الركائب التي كانت منطقة بحر البلطيق تستخدمها قديمًا نسخ مماثلة لتلك التي كانت ألمانيا تستخدمها خلال القرن السابع. يمكن مشاهدة عملية تحويل أشكال الركائب المصنوعة من الأخشاب والحبال والجلود إلى أشكالٍ معدنيّةٍ في السّجل الآثري لدول شمال أوروبا وبريطانيا، «مما يُؤكد أنه قد تم تطوير أحد أشكال هذه الركائب أو أكثر بالتوازي مع تلك التي تم تطويرها في المجر دون أن يتم اقتباس أيٍ منها من المجر.» «شاع في إسكندينافيا (Scandinavia) استخدام نوعين فقط من أنواع الركائب ثم ظهرت بعد ذلك أنواع أخرى نتيجةً لتطوير ودمج العديد من العناصر التي يُعد بعضها أوروبي المنشأ.» أما النوع الرئيسي الأول وهو النوع الإسكندنافي الأول فيُنسب إلى الركائب المجرية. ويرجع تاريخ أشكال هذا النوع القديمة المتعددة إلى القرن الثامن حيث تم العثور عليها في مقبرة فيندل (Vendel) الثالثة في السويد. أما النوع الرئيسي الثاني الذي كان يوجد في دول شمال أوروبا فيتميّز باحتوائه على حلقة تعليق حادّة مستطيلة الشكل تقع في نفس مستوى التقوّس وتوجد ضمن أشكال الركائب المجرية كما كانت تتركَّز غالبًا في الدنمارك وإنجلترا خلال القرنين العاشر والحادي عشر. كما يعود تاريخ أحد أشكال هذا النوع والذي يُعرف بركاب دول شمال أوروبا إلى النصف الثاني من القرن العاشر حيث تم العثور عليه في السويد في مقبرة دفن القارب (boat-burial) عند Valsgärde.
في الدنمارك في الفترة ما بين العقد الثالث والعقد التاسع من القرن العاشر خلال عهد ملوك قرية جيلين (Jelling) كان يتم وضع القلائد العسكرية التي حصل عليها القادة الدنماركيون والركائب والشكائم والمهاميز الخاصة بهم بجوار جسامينهم في مقابر تُعرف بمقابر الفرسان تم العثور عليها في شمال يوتلاند. يزعم البعض أن مستوطني إسكندينافيا لم يقوموا بإدخال الركائب إلى إنجلترا في القرن التاسع بل يرجع تاريخ بداية ظهورها على الأرجح إلى هجمات الإسكندينافين الأخيرة التي شنّها كنوت الأكبر وغيره من الملوك في عهد الملك أذيلريد (Aethelred) (978-1013).
قام شارلز مارتيل (Charles Martel) كما يسمّيه الفرنسيون اليوم بتوزيع الأراضي المُحتلة على خَدمه شريطة أن يُساعدوه في القتال بالطريقة الحديثة التي ينسبها البعض إليه حيث أدرك إمكانية استخدام الركاب في المجال العسكري. بعدها أمر شارلمان (Charlemagne) خَدمه الأكثر فقرًا بتجميع مواردهم وتقديم فارس مُدرَّع على حصانه إلا أن هذا النظام لم يكن عمليًا وبالتالي تم تطبيق نظام توزيع الأراضي على الخدم على قدر ما يقدمه الفارس من خدمات.

### الجدال حول الركاب
لم تقتصر فائدة تزويد الخيل بركاب على رفع قدر المُحارب الذي يركب هذا الخيل أثناء الحروب التي اندلعت في القرون الوسطى بل بادر بإحداث العديد من التغييرات الاجتماعية والثقافية المُعقدة والبعيدة المدى في أوروبا، حيث يربط بعض العلماء بين استخدام الركاب ونشأة النظام الإقطاعي وانتشاره فيما بعد في أراضي شمال إيطاليا وإسبانيا وألمانيا وسلاف. ثمة من يقول أن نشأة طبقة الإقطاعيين النامية في العصور الأوروبية الوسطى ترجع بصفة رئيسية إلى استخدام الركائب: «لقد اتسمت بعض الاختراعات بالبساطة كركاب الخيل في حين كان للبعض الآخر سجل تاريخي. تمكّنت متطلبات أسلوب القتال الجديد من وضع هيكل جديد لمجتمع دول غرب أوروبا التي تُهيمن عليها الطبقة الراقية التي تتمثَّل في المحاربين الذين تم توزيع الأراضي المُحتلة عليهم حيث يستخدمون أسلوب قتال جديد ذا درجةٍ عاليةٍ من التّخصص.» ومع ذلك يرفض معظم العلماء هذا الادعاء حيث يرون احتمالية الاستفادة من الركائب بشكل بسيط في الحروب الفجائية، في حين أنهم يؤكدون أنها تُستخدم في المقام الأول في تمكين الفارس من التحرك على صهوة الفرس يمينًا ويسارًا بحُرية أكبر أثناء القتال وتقلل من احتمال سقوطه من فوق ظهر الفرس. وبالتالي يُزعم أن الركائب لا تُعد سببًا لتحوّل سلاح المشاة إلى سلاح الفرسان في جيوش العصور الوسطى ولا لظهور النظام الإقطاعي.

### الركائب في اليابان

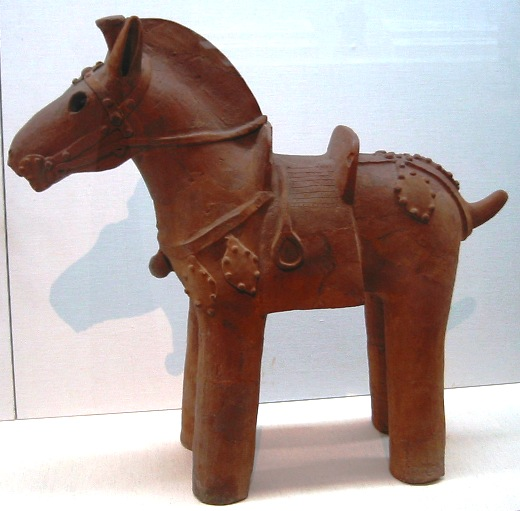
هانيوا تمثال حصان مزوّد بسرج وركائب ينتمي إلى فترة كوفون التي تعد إحدى فترات التاريخ الياباني بالقرن السادس.

شاع استخدام ركائب (أبومي) في اليابان في بداية القرن الخامس، حيث كانت تتكوّن من حلقات مسطّحة سُفلى من الخشب المطلي بالمعدن وكانت تشبه الركائب الأوروبية، وتم استخراج أقدم أشكالها المعروفة من المقابر. تم مؤخرًا استبدال الهيكل القديم لركاب أبومي بركاب (تسوبا أبومي) الذي يأخذ شكل الكأس والذي يُحيط بالجزء الأمامي من قدم الفارس.
خلال فترة نارا كانت قاعدة الركاب التي تُغطي نعل الفارس ممتدة خلف مكان دخول الأصابع. ظل استخدام هذا الطراز النصف مفتوح (هانشيتا أبومي) حتى أواخر فترة هييآن حيث تم تطوير نوع جديد من الركائب. تم تصميم ركائب الفوكو أبومي أو الموساشي أبومي بحيث تمتد قاعدتها على طول قدم الفارس مع إزالة الجوانب اليمنى واليسرى لمكان دخول الأصابع، كما تم تصميم الجوانب المفتوحة بطريقة تَحول دون انزلاق قدم الفارس من الركاب ووقوعه من فوق ظهر الفرس.

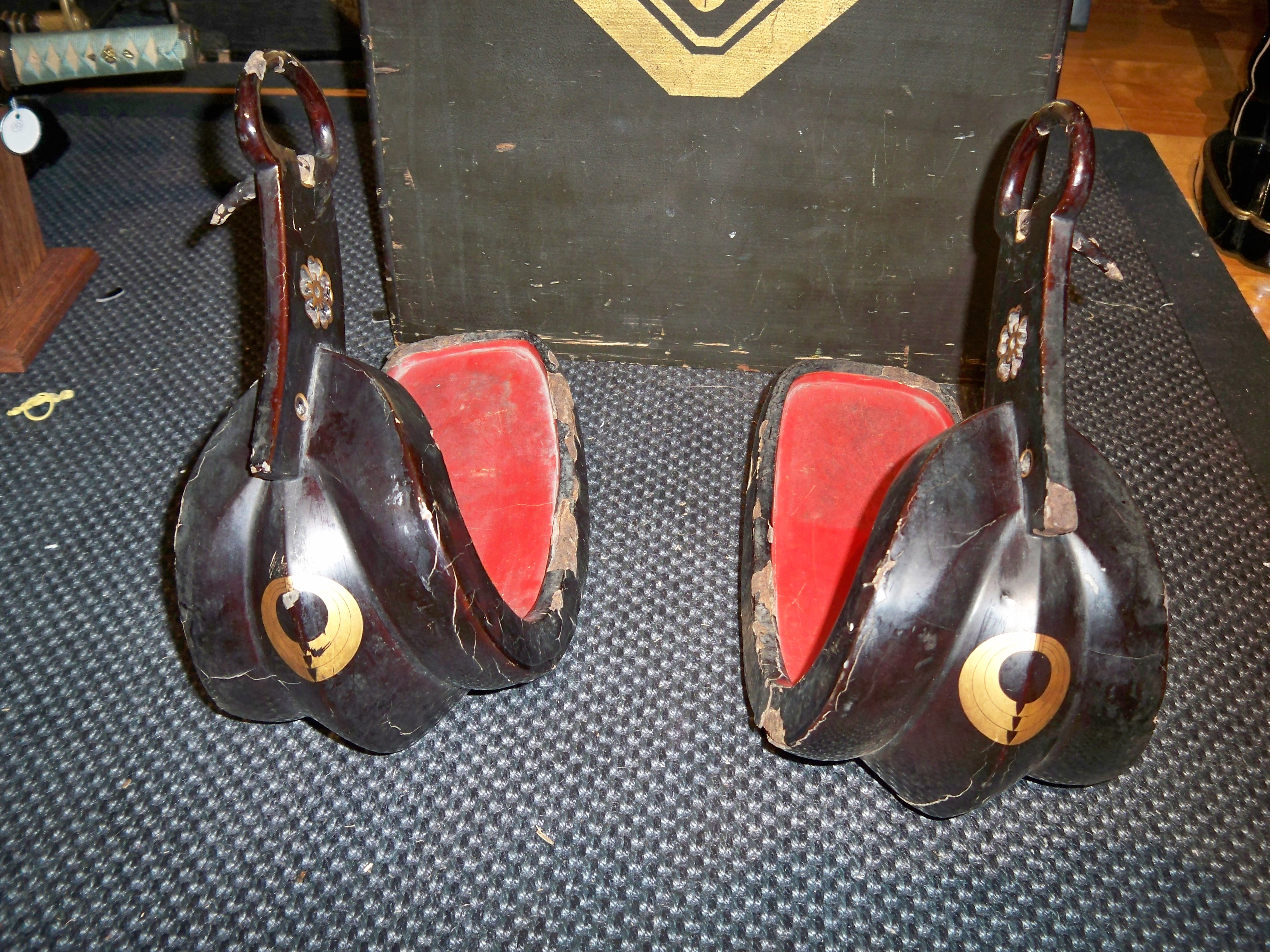
فترة إيدو اليابانية القديمة (فترة الساموراي الياباني) أبومي (ركاب).

تم استخدام هذا الركاب المفتوح الجوانب (شيتاناجا أبومي) في المجال العسكري بحلول منتصف فترة هييآن، حيث كان رفيعًا للغاية ويتمتع بتجويف إصبع عميق ورف طويل ومُسطح لوضع القدم. ظل استخدام هذا الركاب حتى تم إدخال حلقات الركاب الأوروبي الطراز ثانيةً في أواخر القرن التاسع عشر. لم يتم التوصل إلى غرض اليابانيين من تطوير هذا الطراز الفريد من نوعه. يأخذ ركاب أبومي شكلًا مميّزًا يشبه شكل الإوز حيث تنحني مقدمته لأعلى وللخلف لكي تجعل حلقة الحزام الجلد فوق مشط القدم مما يحفظ توازن الفارس. ثبت أن معظم عينات الركائب الباقية منذ تلك الفترة مصنوعة من الحديد ومُرصّعة بأشكال من الفضة أو غيرها من المعادن ومطليّة بالورنيش. قد تحتوي بعض النماذج على قضيب من الحديد يمتد من الحلقة إلى الصفيحة القدمية القريبة من كعب القدم لكي يحول دون انزلاق القدم. في بعض الأحيان يتم ثَقب الصفائح القدمية لتسمح بخروج الماء منها عند عبور الأنهار، ويُطلق على الأنواع التي تتمتع بذلك اسم سويبا أبومي. كما تحتوي بعض ركائب أبومي أيضًا في مقدمتها على فتحات تُعد بمثابة تجويفات تسمح بدخول الرمح أو الراية.

## أحزمة الركاب

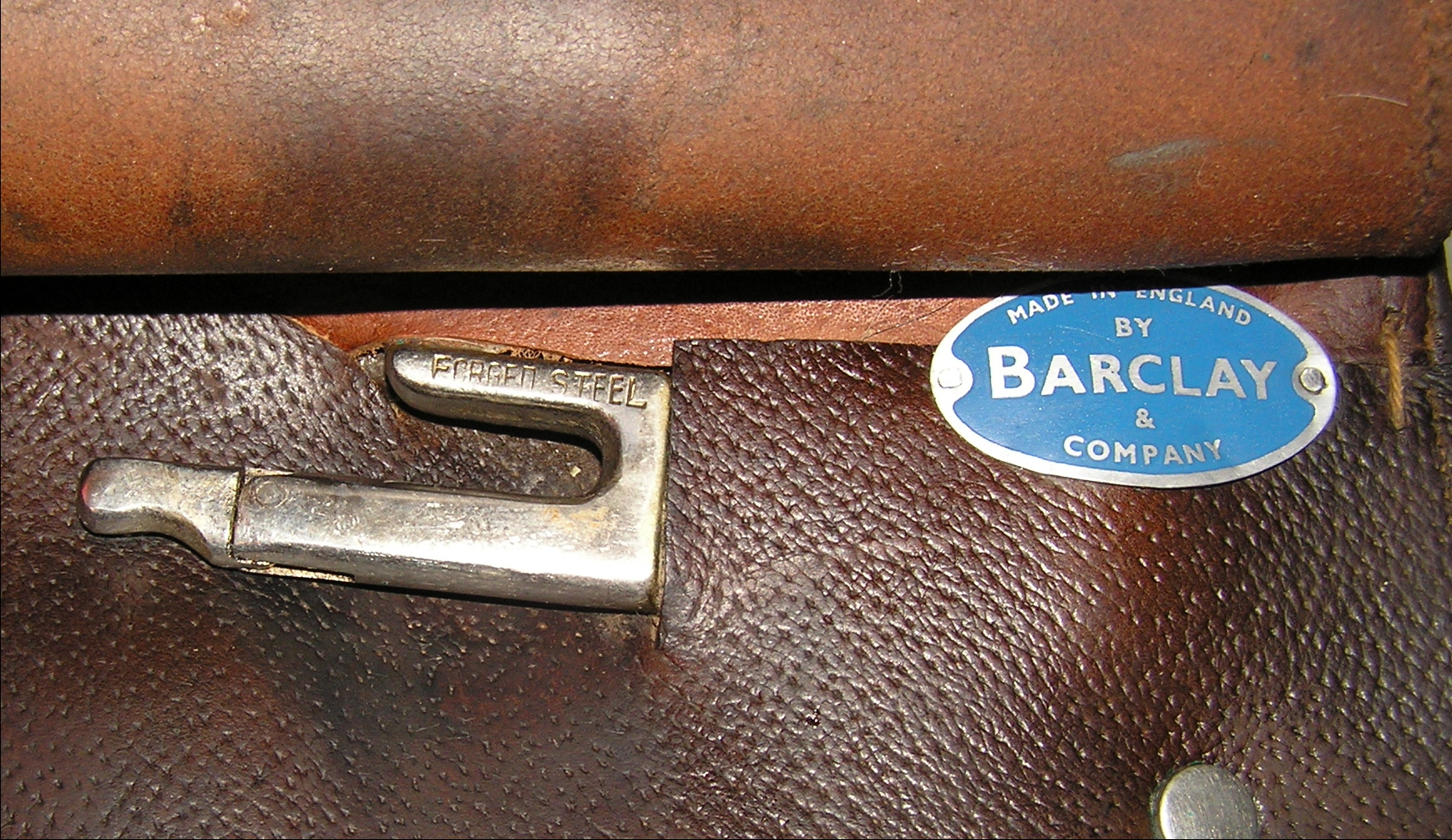
قضيب الركاب الموضوع على السرج الإنجليزي والذي يدخل فيه حزام الركاب

لا يمكن أن يتم ربط الركاب في السرج مباشرةً نظرًا لأن الفارس ينبغي أن يكون قادرًا على تحريك قدميه أثناء ركوب الخيل وبالتالي يجب أن يتم ربط الركاب على نحو يُعطي لقدم الفارس مساحة واسعة للحركة. وبناءً عليه يتم ربط الركاب في السرج عن طريق أحزمة قابلة للإزاحة تُعرف باسم أحزمة الركاب. وفقًا لشكل السرج يتم ربط حزام الركاب «بقضيب الركاب،» وهو عبارة عن قضيب صغير الحجم صلب مُصوَّغ مغروس في هيكل السرج أو ملفوف حول أطرافه. تحتوي أحزمة الركاب على أبازيم وثقوب يمكن بواسطتها رفع الركاب أو خفضه لكي يتناسب مع طول الفارس ويسمح له بالقيام بالعديد من الأنشطة.
تُعتبر أحزمة ركاب السرج الإنجليزي رفيعة للغاية حيث لا يزيد عرضها عن بوصة واحدة، في حين يتراوح عرض أحزمة ركاب السرج الغربي ما بين ثلاث وأربع بوصات عند أقرب جانب من الفرس ويزيد عرضها عن ذلك عند الجزء الخارجي حيث تمتد لتكوِّن «درابزين» زخرفي (مما يمنع وصول عرق الخيل إلى قدم الفارس). أما أحزمة ركاب تصميمات السرج الأخرى فتقع عكس ركاب السروج الإنجليزية والغربية.
يُراعى عند صناعة أحزمة الركاب أن يكون جانبه الناعم مقابلاً للسطح المُعرض للتآكل حيث تقل سرعة تآكل هذا الجانب عن الجانب الخشن. كما أن هناك بدائل حديثة للجلد الذي يُصنع منه حزام الركاب كالنايلون والنايلون المطلي بالبلاستيك (مثل البيوثين (biothane)) أو الجلد الموضوع فوق تجويف ممتليء بالنايلون. قد تستمر هذه «الأحزمة» الجديدة فترة أطول دون أن ترتخي. كما أنها قد تحك في ساق الفارس وتُهيِّج جلدها، كما أن الأحزمة الرديئة الصنع قد تتلف بسهولة أكثر من الجلد.
يتم مدّ جانب حزام الركاب الذي يتحامل عليه الفارس بكامل وزنه عند الصعود فوق أي سرج إنجليزي والذي عادةً ما يكون الجانب الأيسر حيث إن معظم الفرسان يركبون الخيل من هذا الجانب. برغم ما يتم إجراؤه من ضبط بسيط للحزام الذي يعلو الركبان ينبغي من آنٍ لآخر تحويل هذه الركبان إلى الجوانب المقابلة للحفاظ على استقامة أحزمتها وزيادة عمرها الاقتراضي. كما يتم مدّ أحزمة ركاب السرج الغربي والذي عادةً ما يحتوي على درابزين وحزام ركاب ثقيلَين لا يُمكن تحويلهما ولكن بشكل أبطأ وأقل حدة. كما يمكن التّحكم في تفاوت أحزمة الركاب عن طريق تغيير طولها وتزويدها إذا لزم الأمر ببعض الفتحات التي تُمكّنها من التزحزُح عند أي نقطة تقع بين الفتحات التي قام صانع السرج بثقبها.

## ضبط ركائب السرج واستخداماتها

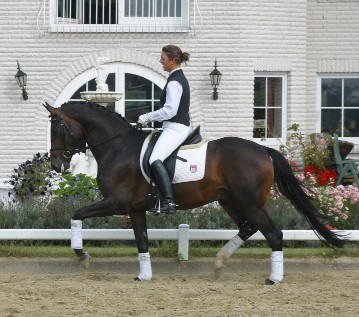
الركائب الطويلة الموجودة لدى الفارس تسمح بحركة طويلة للرجل، مما يتيح أكبر قدر من الاتصال

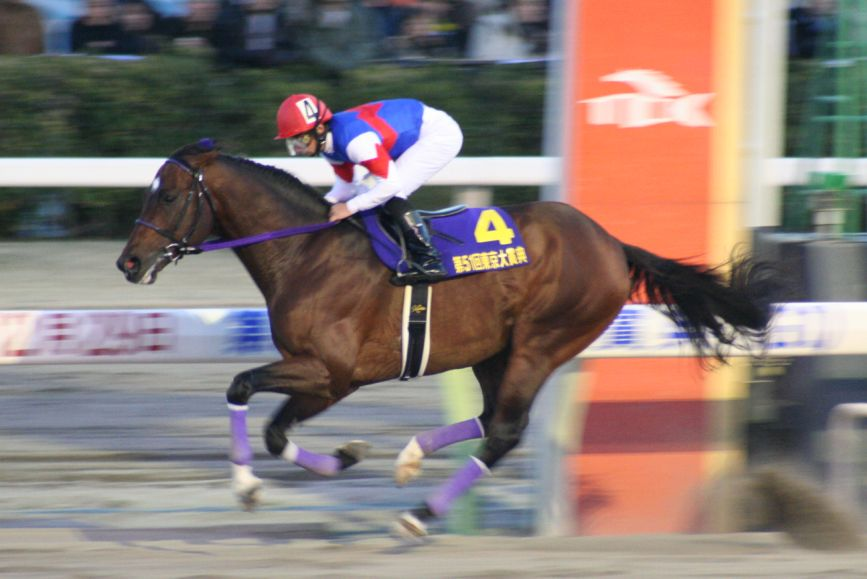
تتيح الركائب القصيرة للفارس أن يبقى فوق مركز اتزان الحصان العدَّاء وتسمح للحصان بالوصول إلى أقصى سرعة ممكنة

هناك طريقتان أساسيتان لاستخدام الركائب؛ الرِّكاب القصير يسمح بقابلية أكبر للحركة، والرِّكاب الطويل الذي يتيح تحكمًا أكبر. يتماثل الرٍّكابان، ولكن يختلف جلد السرج. وفي كلتا الحالتين، يتيح طول الرِّكاب للفارس أن يظل فوق مركز اتزان الحصان من أجل الوصول إلى السرعة المتوسطة التي تميز ذلك النظام، وكلما أسرع الحصان، يجب أن يكون الفارس جالسًا باتجاه الأمام، ومن ثمَّ، يكون الرِّكاب أقصر.
يسمح الرِّكاب الطويل للفارس أن يركب بخطوة طويلة للساق، مع إبقاء الركبة مرتخية ومثنية قليلاً فقط، مما يساعد على الجلوس بعمق وثبات على السرج. حيث إنه عند الركوب على الرِّكاب الطويل، يكون لدى الفارس تحكمًا رائعًا في الحصان ويملك أكبر قدرة على الشعور بالحصان والتواصل معه من خلال أدوات المساعدة على ركوب الخيل. وذلك يمنح أساسًا قويًا للقيام بالأنشطة التي تتطلب الدقة أو عندما يواجه الفارس خطر الوقوع من على الحصان. لهذين السببين، كانت الركائب الطويلة هي اختيار سلاح الفرسان الثقيل، مثل فرسان العصور الوسطى، الذين حاربوا في نطاق قريب واستخدموا أسلحة مثل: الحربة والسيوف الطويلة والثقيلة. وسُمى تاريخيًا ذلك النوع من ضبط الرِّكاب وموضع الركوب الذي ينتج عنه بla brida (لابريدا). أما اليوم، فهي الاختيار الملائم لـترويض الخيل ولأنواعٍ عديدة من فرسان الامتطاء الغربي.
أما الرِّكاب القصير، فيتطلب من الفارس أن يُبقي ركبتيه مثنيتين بزاوية أكبر. فعند الركوب على الرِّكاب القصير، يكون لدى الفارس القدرة على أن يقف جزئيًا ويحرر المقعد من السرج. وذلك يتيح قدرًا أكبر من الحركة أكثر مما يفعل الرِّكاب الطويل، ولكن ذلك على حساب الشعور بالحصان والإحساس بالأمان. فهو وضع مُصمَّم لمساعدة الحصان على تحقيق أكبر سرعة، وهو أيضًا يتيح للفارس حركة جسدية أكبر على السرج. فعند الركوب على رِكاب قصير، غالبًا ما يتخذ الفارس الوضع الذي يُعرَف بالجلسة الأمامية، ومن ثمَّ، يؤدي ذلك إلى كبح توازن الحصان في المناورات الرياضية بأقل صورةٍ ممكنة. في الماضي، كان سلاح الفرسان الخفيف يفضل ذلك النمط. حيث احتاج أولئك المحاربون إلى السرعة والمرونة في إدارة أجسامهم في أي اتجاه لاستخدام الأسلحة الخفيفة مثل: قوس، والرمح، والسيوف القصيرة، وفيما بعد البندقية، والمسدس. لقد استخدم فرسان آسيا الوسطى، مثل: المغول، ذلك النوع من الرِّكاب، مثلما فعل البدو الإسلاميين وأهل المغرب في الشرق الأوسط وأفريقيا الشمالية. وسُمي تاريخيًا ذلك النوع من ضبط الرِّكاب وموضع الركوب الذي ينتج عنه بla jineta (لاجينيتا). ويستخدم اليوم كلٌ من الفرسان المعاصرين، سباقات الفروسية، وفرسان قفز الحواجز ذلك النوع من الرِّكاب، مثلما يفعل بعض رعاة البقر عندما يؤدون بعض المهام التي تتطلب وضعًا أماميًا ليحقق رشاقة كلاً من الحصان والفارس، مثل: ربط البقرة
بينما يشعر الفارس قليل الخبرة بالأمان عند الركوب على الرِّكاب القصير جدًا بعض الشيء، يكون ذلك في الحقيقة أكثر سهولة أن يقع من فوق الحصان، نظرًا لأن ساقي الفارس تؤدي دور العامل الموازن، وذلك يشبه كثيرًا قطب السائر على الحبل الذي يوازن البهلوان. وبالتأكيد، فإن جلد السرج الذي يكون طويلاً جدًا لدرجة أن الفارس لا يستطيع الوصول إليه يكون عديم الفائدة، وأيضًا طول السرج الذي لا يتيح للفارس وضع صحيح لساقه بحيث يجعل الكعب أعلى من الإصبع يجعل الإصبع يفلت بسهولة أكثر. ومع ذلك، فإن تقصير الرِّكاب حتى يشعر الفارس بأنه لن يفلت يأتي بنتيجة عكسية؛ حيث إن هدف الفروسية الصحيح هو تحقيق أقصى استخدام للقدم. يؤدي مد القدم إلى الحصول على وضعية أكثر أمانًا للجلوس، أما تقصير الرِّكاب يتم فقط لتكييف احتياجات الحصان لكي يؤدي حركة رياضية. وبالتالي فإن الطول الصحيح للركاب يُحدِث توازنًا بين التحكم والحركة التي تلائم النظام المُتَّبع.
هناك سلسلة لأطوال الرِّكاب، والتي يمكن أن يختار منها الفارس تبعًا للغرض. فعلى سبيل المثال، في ترويض الخيل، يتم استخدام أطول رِكاب ممكن من أجل تحقيق التحكم التام من جهة الفارس في كل ما يتعلق بحركة الحصان. كذلك يُستخدَم الرِّكاب الطويل في الرياضة الغربية لالقطع، حيث يتطلب ذلك أقصى درجة من الأمان ليظل الفارس فوق السرج خلال الوقفات السريعة، والانعطافات والاندفاعات التي يقوم بها الحصان عند مناورة البقرة حتى وإن ترك الفارس التحكم في الحصان. ويفضل فرسان النزهة الرِّكاب الطويل، من أجل الحصول على ركوب مريح على مدار ساعاتٍ طويلة وبسرعاتٍ منخفضة.
وربما يرغب الفرسان الذين يقفزون على أسوارٍ منخفضة الرِكابٍ متوسط الطول الذي يتيح للحصان بعض الحرية في الحركة، بينما لا يزال يساعد الفارس في القفز، ويتيح طولاً أكبر للقدم لتحقيق تواصل رائع. ويختار الفارس الذي يسافر بسرعة عبر الحقول، وعلى أراضِ مختلفة أثناء صيد الثعالب أو سباق التحمل، الرِّكاب المتوسط، حيث يحتاج إلى تحقيق مواءمة بين حركة الحصان وحاجة الفارس إلى الحفاظ على اتزانه وعدم الوقوع. أما رياضة الروديو الغربية لربط البقرة، فتتطلب أيضًا رِكابًا قصيرًا إلى حدٍ ما لإعانة الحصان على العدو بسرعة من المقصورة، وإعطاء راع البقر الحرية في هز الوهق.
ويكون لدى فارس قفز الحواجز ركاب أقصر من ذلك الخاص بفرسان الامتطاء الإنجليزي، من أجل زيادة جهد القفز لدى الحصان. ومع ذلك، يكون هناك أيضًا تحدِ أمام الفارس للقفز من على السور والتحكم في الحصان من خلال تغييرات سريعة في السرعة والاتجاه، ومن ثمَّ، لا يزال بحاجة إلى طول الساق لتحقيق الثبات.
يجب أن يكون الجوكيز (الفرسان) على بعد تام من ظهور الأحصنة، وأن يكونوا متزنين باتجاه الأمام على الحارك (أعلى كاهل الحصان)، للسماح بالوصول إلى أفضل سرعة في خطوة سريعة، وطويلة، وعدَّاءة. ومن ثمَّ، يحتاجون إلى أقل طول ممكن للرِّكاب. وتكون ضريبة السرعة القصوى هي أقل درجة تحكم وأمان. يجب أن يكون الجوكيز في وضع عضلي قوي وأن يملكوا توازنًا باهرًا؛ فلا يحققون مهارة استخدام الساق التي تحتاجها رياضات الفروسية الأخرى، ويجب أن يعتمدوا على استخدام المقعد وسوطًا قصيرًا من أجل السرعة، وعلى قوة الذراع من أجل التحكم الاتجاهي أو للإبطاء. ويمكن تفسير افتقادهم النسبي للتحكم من خلال استخدام «المِهار» لتقود سباق الخيل والجوكي إلى أرض السباق، واستخدام مساعدين عند بوابة البداية لتلقِّ الأحصنة، ووجود الفرسان المرافقين (جميعهم بركائب أطول) لمساعدة الجوكي عند نهاية السباق أو في حالة التعرض لحادث. إذا قام الحصان بالجري وخاصةً في انحناءات طويلة متدرجة، أو إذا حدث أي خطأ، يمكن أن يقع الجوكيز بسهولة، مثلما هو موضح بالتفصيل ويكون معدل الجرح مرتفعًا.

## نقاط ضعف التصميم
إن تصميم الرِّكاب به عيبين متلازمين في التصميم. يتعلق الأول بمسألة الأمان: فحتى مع وجود رِكاب مُثبَّت بشكلٍ صحيح، هناك طرق عديدة يمكن أن تنحبس قدم الفارس وتتسبب في جر الفارس في حالة وقوعه من على الحصان. وتكمن الثانية في التأثير السلبي الكامن على صحة القدم البشرية.
ومن بين الأسباب التي تؤدي إلى توقف الفرسان بشكلٍ طارئ القياس غير الصحيح للرِّكاب. إذا كان الرِّكاب كبيرًا جدًا، يمكن أن تنفذ القدم من فتحة الرِّكاب وتنحبس، أما إذا كان الرِّكاب صغيرًا جدًا، يمكن أن تنحبس القدم بسهولة أكبر، حيث لا تتمكن من تحرير نفسها. ويتمثل السبب الأساسي في تعلُّق الفارس بالأجزاء الحديدية في «إغلاق» الرِّكاب المفقود في محاولة للعودة إلى وضعه المنبسط في مقابلة جانب الحصان. وإذا وقع الفارس وأصبح الرِّكاب حرًا، يميل إلى أن يعود إلى وضعه الأول منبسطًا في مقابلة جانب الحصان. وعندما يعود الرِّكاب إلى الحصان، تصبح فتحة القدم أصغر وأصغر ويصبح بإمكانها قبض قدم الفارس في الفتحة الصغيرة.(انظر تثبيت الرِّكاب،). ويؤدي وضع الرِّكاب بشكلٍ صحيح، على القدم، إلى تقليل خطر جر الفارس بدلاً من وضعه مضغوطًا في القوس.
يتم تصميم السروج الإنجليزية الحديثة بلوح موجود بالرِّكاب يسمح لجلد السرج بأن يسقط من السرج إذا بدأ الفارس في الوقوع والسحب. ويتم تصميم بعض السروج الإنجليزية أيضًا مزودة بجوانب منفصلة أو تصميمات غير قياسية من أجل تسهيل إخراج القدم من الرِّكاب عند الضرورة.
ويكون لدى السروج الغربية ركائب أعرض، وخاصةً عند المداس، وذلك من أجل تقليل هذه الخطورة. وأحيانًا، تكون مجهزة بركائب ذات أغطية ، وهي أغطية جلدية على الإصبع الذي يُغلق كل رِكاب من الأمام. يمنع الرِّكاب ذو الغطاء قدم الفارس من الانزلاق ويمنع أيضًا الريش الذي يظهر أثناء ربط البقرة من الانحشار داخل الرِّكاب، ومن جرح الحصان أو الفارس، أو جرح أيٍ منهما. ومع ذلك، فإن الرٍّكاب ذا الغطاء غير منتشر في الوقت الحاضر وغير مسموح به في أغلب المسابقات.
يكمن العيب الثاني في تصميم رِكاب السرج في تأثيره على صحة القدم البشرية. حيث يدعم الرِّكاب وزن الفارس الكلي في بعض الأحيان بالكامل. وأثناء هذه الفترات يمكن لوتر العضلة الشظوية الثالثة، الذي يمتد على طول الجانب الوحشي من القدم، أن يتحمل ضغطًا زائدًا. وفي أقصى الحالات، يتسبب رِكاب السرج في تلف أحدوبة العظمة الخامسة لمشط القدم. وبعد فتراتٍ طويلة من الاستخدام الزائد، ربما يؤدي ذلك إلى حالاتٍ طبية مختلفة تتراوح ما بين إعاقة بسيطة في المشي وحتى كب أو بسط شديد في القدم. ومع ذلك، فلا يواجه الفرسان العاديون عامةً أي مشكلاتٍ مرتبطة بهذا الأمر حتى بعد قضاء عمرهم في ركوب الخيل. وتستخدم التدريبات التي تتطلب قضاء ساعاتٍ طويلة على السرج مثل ركوب التحمل وبعض أنواع الركوب الغربي في مزرعة عاملة غالبًا رِكاب سرج أوسع من أجل تقديم دعم أكبر للقدم.
تتطلب جميع الركائب أن يكون السرج نفسه مُصممًا بطريقةٍ صحيحة من أجل راحة الحصان. يقوم القضيب الصلب للسرج بتوزيع وزن الفارس على مساحة سطح أكبر لظهر الحصان وبالتالي يقل الضغط على أي منطقة معينة. في حالة صنع السرج بلا قضيبٍ صلب وبلا هندسةٍ دقيقة، يؤدي وزن الفارس في الركائب وجلود السرج إلى نقاط ضغط على ظهر الحصان ومن ثَمَّ تتسبب في الألم. وهذا ما تتم ملاحظته خاصةً في السنادات الرخيصة التي يتم استخدامها بدون سرج والتي تضيف ركائب عن طريق سوار فوق ظهر الحصان وبه رِكاب في كلا الطرفين.

### أحذية ركوب الخيل
أدت مخاطرة أن تجر القدم المقبوضة في الرِكاب الفارس إلى ملائمة أحذية الركوب: أحذية ركوب الخيل، حيث ترتفع بكعب يصل إلى نصف بوصة على الأقل، وربما يزداد عن ذلك في التصميمات الخاصة مثل حذاء رعاة البقر الغربي. هذا «الارتفاع» الذي يتسبب فيه الكعب سيلحق عادةً بالجزء السفلي من الرِكاب، مما يمنع القدم من الانزلاق من خلال الرِكاب وجر الفارس. كما أن أحذية ركوب الخيل لديها نعل ناعم يمكن أن ينزلق بكل سهولة داخل وخارج ركاب السرج.
وتُعتبر أحذية كـحذاء التنس أو حذاء التنزه غير ملائمة للركوب لسببين: أولهما أن الحذاء به كعب منخفض أو غير مرتفع كثيرًا، أما السبب الثاني فيكمن في احتمالية أن يؤدي المداس الثقيل الذي يؤدي إلى سحب الأحذية الرياضية إلى التسبب في التحاق القدم بالرِكاب ثم انحباسها فيه. أما المواد الصناعية الحديثة فقد أحدثت تصميمًا لأحذية ركوب الخيل تسمح بالانزلاق من رِكاب السرج وهي في الوقت ذاته مريحة للمشي، وتستخدم نعلاً من موادٍ متفاوتة بين الصلابة والليونة توفر سحبًا معتدلاً وبأقل قدر من ارتفاع المداس.

## الركائب الحديثة
يتم تصنيع الرِكاب الحديث من موادٍ متنوعة تشمل المعادن والخشب ومواد صناعية معينة. وتُعد الركائب ذات المداس الأوسع أكثر راحةً، كما تقل احتمالية تعلُق الفارس في حالة السقوط. في حين تعطي الركائب الأرفع أمانًا أكبر. على الرغم من أن التصميم الأساسي المكون من قاعدة مُسطحة ورأس منحنِ لم يتغير كثيرًا عن الإنتاجات الصناعية المبكرة، إلا أن بعض التعديلات جعلت من رِكاب السرج أكثر أمانًا وراحةً.
ومن أخطر المشكلات الموجودة في رِكاب السرج هي احتمال تعلُق حذاء الفارس فيه في حالة السقوط، ومن ثَمّ، َ ربما يتسبب ذلك في جر الفارس. وقد تم تطوير تصميماتٍ مختلفة ومتعددة لكي تسمح لرِكاب السرج بإفلات القدم، أو إسقاطها، أو إطلاقها، بسهولة إذا وقع الفارس. في حين أن تصميماتٍ حديثة أخرى لرِكاب السرج قد غيرت زاوية المداس أو اتجاهه، إما بشكلٍ دائم أو عن طريق إضافة مِفصَّلات، بافتراض مساعدة الفارس على ثني الكاحل وتحميل الوزن على الكعبين. وقد تضمنت تحسيناتٌ تجريبية أخرى خاصية الدوران في أعلى جلد السراج لإبقاء الرِّكاب مُجهزًا في مواجهة قدم الفارس.

### ركائب على الطراز الإنجليزي

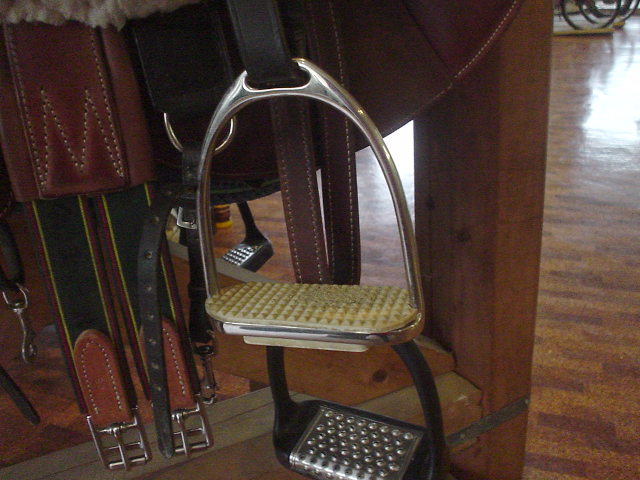
ركائب فيليس الحديثة

يتم صُنع الركائب المُستخدمة في السروج الإنجليزية عادةً من المعدن. وعلى الرغم من أن هذه الركائب تُسمى «بالحديد»، إلا أنها ليست مصنوعة منه، كقاعدة، ولكن يُستخدم الفولاذ غير القابل للصدأ بدلاً منه وذلك لصلابته، مع أنه عندما يمثل الوزن مشكلةً، مثلما عند الجوكي (فارس السباق)، يمكن صُنعها أيضًا من الألومنيوم. ويمكن استخدام النيكل في صُنع الركائب غير المُكلِّفة، ولكنه ينحني بسهولة أو ربما ينكسر لذلك لابد من تجنبه. كما يمكن أن تُصنع الركائب من موادٍ صناعية وسبائك معدنية مختلفة. وقد تم إدخال العديد من التغييرات على تصميم رِكاب السرج القياسي، وتدعي معظمها إما أن تكون أكثر أمانًا في حالة السقوط أو تيسر على الفارس الحفاظ على الوضع السليم للقدم والساق.
وتتضمن بعض هذه التغييرات:
- الحديد القياسي: وهو أكثر أنواع حديد الرِّكاب شيوعًا، ويتكون من مداسٍ بفرعين وعينٍ بأعلى جلد السرج للعمل من خلالها. وتشمل الأنماط الأساسية الموجودة في الوقت الحالي:
  - فيليس': وهو تصميم ذو مداسٍ ثقيل وفروعٍ ترتفع حتى العين في شكل ثلاثي مستدير.
  - البروسي: وهو تصميم أكثر استدارةً وأخف.
- ركائب السلامة. هناك عددٌ من التصميمات التي تستهدف إطلاق القدم بسهولةٍ أكبر في حالة السقوط. ومن بينها تصميم به فرع خارجي مُنحنِ بدلاً من أن يكون مستقيمًا. وتصميم آخر به فرع خارجي منفصل يتكون في الغالب من رباط مطاطي قوي وسميك وأنشوطة من الجلد، ستنحل حين تتعرض لضغطٍ كافٍ وبالتالي تتحرر القدم.
- ركائب السرج الجانبية: وبها عادةً عين أكبر قليلاً كي تلاءم بين جلد الرِّكاب السميك والسرج الجانبي.
- تصميمات أخرى: وبها وصلات أو مِفصَّلات في فروع الركائب كي تسمح لهم بالثني. وعلى الرغم من ذلك، فقد تم استرجاع نموذج واحد عام 2007 نتيجة قابلية المِفصَّلات للكسر.[46] ومن التغييرات التي حدثت في الرِّكاب المفصل: الرِّكاب الأيسلندي الذي به عين مُثبتة على دوران 90 درجة كي تسمح بتقليل الضغط على الأوتار صعوبة استعادة الرِّكاب. ويوجد كذلك عدد من التصميمات الأخرى الحائزة على براءة الاختراع ذات خواصٍ متنوعة والتي إما تستهدف زيادة الراحة أو تساعد في الوضع السليم للقدم.

### ركائب على الطراز الغربي

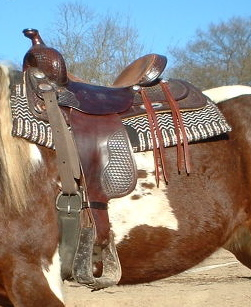
يكون لدى السرج الغربي ركائب واسعة وجلود ركائب ثقيلة

تعد إزالة رِكاب السرج الغربي أو استبداله أكثر صعوبة من الرِّكاب الإنجليزي، وبالتالي فإن نفس الركائب يتم الاحتفاظ بها عادةً بطول عمر السرج نفسه، إلا إذا تلف أو رغب الفارس في استخدام طرازٍ مختلف. وغالبًا يكون المداس مُسطحًا، ولكنه أحيانًا يكون مُنحنيًا على الجانبين إلى حدٍ ما. وتتسع الفروع في الأسفل وتضيق في الأعلى، عندما تتصل ببعضها عن طريق وتد ثقيل من الخشب أو عصا من المعدن. أناشيطُ الرِكاب الجلدية الموجودة أسفل العصا و«الحامي»، وهو سوار به إبزيم يلتف حول الجزء الأمامي والخلفي لجلد الرِّكاب، تجعل الرِّكاب يظل في مكانه. ويتم تصنيع الركائب الغربية عامةً من خشب مُغطى بجلد، أو من الصلب، أو الألومنيوم، أو حتى بلاستيك مقوى بالألياف قوي للغاية.
لقد تم تصميم الركائب الغربية كي تحاذي الاستخدام الذي من أجله تم تصميم السرج نفسه: لذا سيكون لدى سرج الركوب المتوالي رِكاب واسع ومريح، في حين سيمتلك السرج الخاص بركوب الفرس ذي السرج مداسًا ضيقًا؛ كي يتجنب عدم فقد الفارس له بسهولة. بينما سيكون لدى سرج سباق البرميل أو سباق اللجام ركائب متوسطة الاتساع وضيقة بما فيه الكفاية كي لا يفقدها الفارس حين يتحرك الحصان بسرعةٍ عالية، وفي نفس الوقت يكون الاتساع كافٍ لبقاءه مريحًا لبضع ساعات. أما ركائب السرج المُستخدمة في مسابقة السرور الغربي فربما تكون مزينة بقدرٍ كبيرٍ من الفضة. وأخيرًا فإن ركائب السرج التي يستخدمها الأشخاص الذين يستخدمون الخيل في لعبة الصيد في الغابة تُصنَّع أحيانًا من اللون البرتقالي المتأجج بهدف وضوح الرؤية لباقي الصيادين، بالإضافة إلى أن لعبة الصيد الكبيرة في الغرب الأمريكي تحدث كثيرًا في وقتٍ متأخر من العام عندما يكون الطقس باردًا للغاية؛ ونتيجة لبرودة الجو هناك تصميمات «للحذاء الشتوي» تم تصنيعها خصيصًا لتكون أكبر حجمًا وذات قاعدة ناعمة خاصة، وبالتالي يستطيع الفرد ارتداء أحذية شتوية ذات مداسٍ مرتفع بدون مخاطرة كبيرة بشأن انحباسهم في الرِكاب.

## تجهيز الرِّكاب
إنه لمن المهم للغاية أن يتناسب اتساع الرِّكاب مع الحذاء. حيث إن الرِّكاب الضيق للغاية سيزيد من فرصة تعلُّق الحذاء فيه (والذي يُعد أمرًا خطيرًا جدًا قد يؤدي إلى سقوط الفارس)، وكذلك الرِّكاب الواسع للغاية من شأنه تصعيب الأمر على الفارس في جعله يظل تحت القدم، كما يمثل شيئًا من المخاطرة لما يمكن أن تنزلق القدم من خلاله على طول الطريق. وعامةً، يُفضل ألا يزيد اتساع الرِكاب عن 1 بوصة أكبر من الجزء الأوسع من نعل حذاء الفارس.
بالإضافة إلى أن حذاء الفارس ينبغي أن يكون به كعب (لكلٍ من فرسان الطراز الإنجليزي والغربي).

## موضع الرِّكاب في القدم

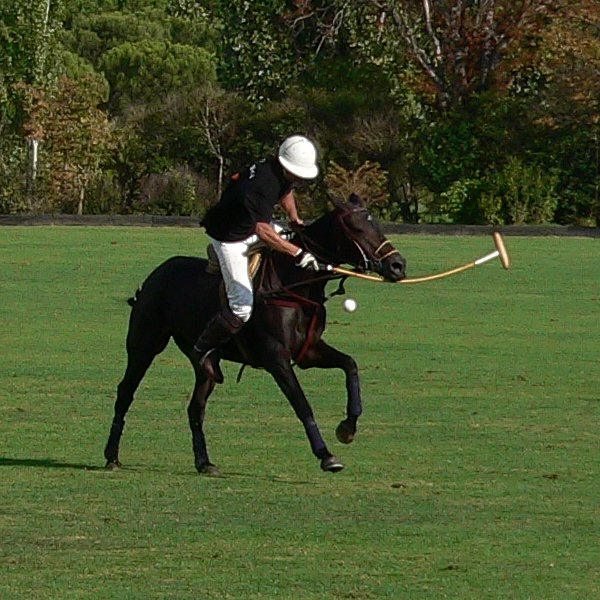
رِكاب "البيت" يستخدمه لاعب بولو يعطيه حماية لكن بمرونةٍ أقل عند الكاحل.

بشكلٍ عام، يتم وضع الرِكاب على تكور القدم بما يسمح للفارس أن يتدفق وزنه ناحية ظهر ساقه حتى الكعب عن طريق الكاحل المرن. وهذا من شأنه أن يزود الفارس بدعم الرِّكاب بينما يظل يسمح له بامتصاص صدمات حركة الحصان بسهولة. إذا كان الرِّكاب بعيدًا جدًا إلى الأمام، عند أصابع القدم، يخاطر الفارس بفقدانه لو دفعه بكثيرٍ جدًا من الضغط (أي دفعه بقوةٍ خارج القدم) أو عند دفعه بقليلٍ جدًا من الضغط (أي يسمح له أن ينزلق بسهولة).
يمتطي بعض الفرسان خيولهم ويكون الرِّكاب ناحية «البيت» أكثر أو مُزجى به ناحية الكعب. وهذا ما تتم مشاهدته بكثرةٍ غالبًا في رياضات مثل البولو وسباقات الفروسية، عندما تجعل سرعة الأولى وتغييراتها المفاجئة في الاتجاه وكذلك التغيير الكبير في قطعة الأرض والحواجز الصلبة عند الرياضة اللاحقة الفارس يرتج ويتحرر من على السرج، وبالتالي يزداد خطر فقدان الرِّكاب. وعلى الرغم من ذلك، فإن هذا الموضع يضع الرِكاب فعليًا على قوس القدم في وضعٍ أضعف يؤدي إلى شدٍ في الساق وتيبُس في الركبة ويقلل من مرونة الكاحل، ومن ثَمَّ، فإن قدرة الفارس على امتصاص الصدمات تُزيد، بشكلٍ متناقض، من مخاطرة السقوط. وعلاوةً على ذلك، يزيد هذا الموضع من فرصة انحشار قدم الفارس في الرِّكاب أثناء السقوط، وهذا الموقف خطير للغاية. وغالبًا يؤدي هذا الموضع إلى نتائج عكسية ولا ينبغي استخدامه إلا في حالة الضرورة القصوى. إلا أن وضع «البيت» هذا له بعض الأهمية في ركوب الفرس ذي السرج حيث إن فقدان الرِكاب سيؤدي حتمًا إلى وقوع الفارس من على الحصان المخالف، لكن لأن الفرسان يقعون من على الحصان من مستوى عالٍ حتى تحت الظروف العادية؛ تزداد احتمالية تعلُق الفرسان بركائبهم أيضًا وإصابتهم خلال هذه العملية.

## معرض صور

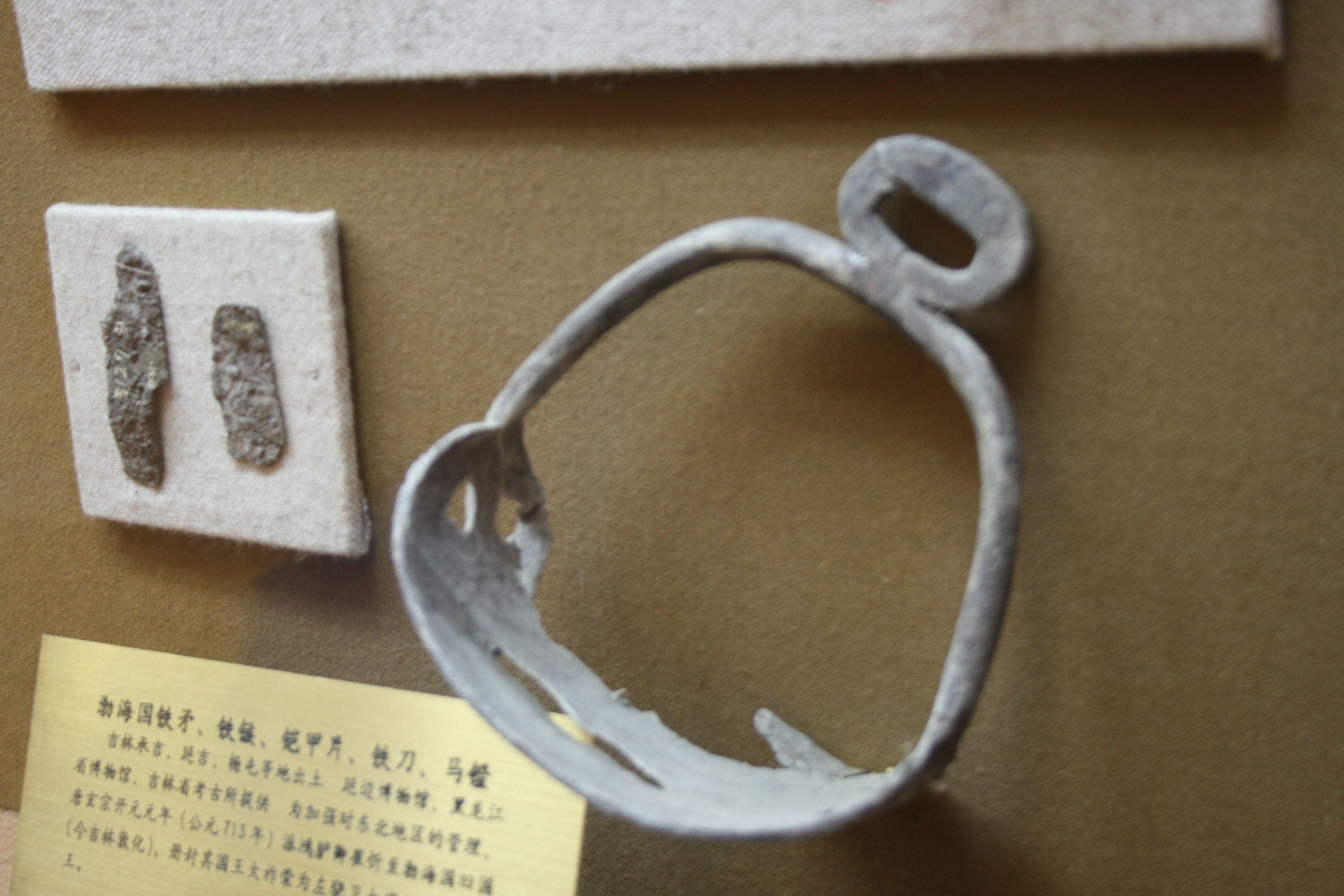

## الحواشي
1. ↑    - "Merriam-Webster Online, "Stirrup", definition 1". 2009. مؤرشف من الأصل في 2015-01-29.
2. ↑  Dictionary.com definition نسخة محفوظة 03 ديسمبر 2007 على موقع واي باك مشين. [وصلة مكسورة]
3. ↑  "Saddle, Lance and Stirrup" نسخة محفوظة 07 أغسطس 2017 على موقع واي باك مشين.
4. ↑  Saddles, Author Russel H. Beatie, Publisher	University of Oklahoma Press, 1981, ISBN 080611584X, 9780806115849 P.18 نسخة محفوظة 23 يناير 2014 على موقع واي باك مشين.
5. ↑  Saddles, Author Russel H. Beatie, Publisher	University of Oklahoma Press, 1981, ISBN 080611584X, 9780806115849 P.28 نسخة محفوظة 24 يناير 2014 على موقع واي باك مشين.
6. ↑  White, Lynn Townsend. Medieval Technology and Social Change, Publisher Oxford University Press, 1964, ISBN 0195002660, 9780195002669 P.14 نسخة محفوظة 24 يناير 2014 على موقع واي باك مشين.
7. ↑  Chamberlin (2007), page 80
8. ↑  Woods & Woods (2000), pp. 52–53
9. ↑  "16.17.4: Stirrups". Encyclopaedia of Indian Archaeology (Vol. 1). Edited by Amalananda Ghosh (1990). page 336
10. ↑  Azzaroli (1985), page 156
11. 1 2  Barua (2005), pp. 16–17
12. ↑  "Stirrups"  [وصلة مكسورة] نسخة محفوظة 18 أكتوبر 2013 على موقع واي باك مشين.
13. ↑  Bennett, Deb. Conquerors: The Roots of New World Horsemanship. Amigo Publications Inc; 1st edition 1998, p. 100. ISBN 0-9658533-0-6
14. 1 2  Problems with Treeless Saddles[وصلة مكسورة]
15. ↑  West, Christy. "AAEP 2004: Evaluating Saddle Fit." TheHorse.com, February 04 2005, Article # 5393 Web site accessed February 2, 2008 نسخة محفوظة 29 يوليو 2012 على موقع واي باك مشين.
16. ↑  "The History of Western Leather Spurs and Spur Straps, Cuffs, Chaps, Chinks and Saddles." Web site accessed February 2, 2008. نسخة محفوظة 09 مايو 2008 على موقع واي باك مشين.
17. 1 2  "History of the Saddle." Web site accessed February 2, 2008 نسخة محفوظة 18 نوفمبر 2016 على موقع واي باك مشين.
18. ↑  Gawronski R. S. "Some Remarks on the Origins and Construction of the Roman Military Saddle." Archeologia (Archaeology) 2004, vol. 55, pp. 31–40
19. 1 2 3  Dien, Albert. "THE STIRRUP AND ITS EFFECT ON CHINESE MILITARY HISTORY" نسخة محفوظة 21 فبراير 2017 على موقع واي باك مشين.
20. ↑  "The stirrup - history of Chinese science." UNESCO Courier, October, 1988 نسخة محفوظة 24 سبتمبر 2015 على موقع واي باك مشين.
21. ↑  "The invention and influences of stirrup" [وصلة مكسورة] نسخة محفوظة 05 2يناير6 على موقع واي باك مشين.
22. ↑  Hobson, John M. The Eastern Origins of Western Civilisation. Cambridge University Press,2004, p. 103 ISBN 978-0-521-54724-6, ISBN 0-521-54724-5
23. ↑  "Stirrup", accessed December 4, 2006 [وصلة مكسورة] نسخة محفوظة 03 مارس 2016 على موقع واي باك مشين.
24. ↑  Fields, Nic (2006). The Hun: Scourge of God AD 375-565. Osprey. ص. 50. ISBN:978-1-84603-025-3.
25. ↑  Curta, Florin (2007). The other Europe in the Middle Ages: Avars, Bulgars, Khazars and Cumans. Kononklijke Brill N.Y. ص. 316, map. ISBN:[[Special:BookSources/978-3-00-416389-8|978-3-00-416389-8[[تصنيف:مقالات ذات أرقام كتب دولية غير صالحة]]]]. {{استشهاد بكتاب}}: تأكد من صحة |isbn= القيمة: حرف غير صالح (مساعدة)
26. ↑  George T. Dennis (ed.), Maurice's Strategikon, p. XVI.
27. ↑  Maurice, The Strategikon, p. 13.
28. ↑  Irfan Shahîd, Byzantium and the Arabs in the sixth century, Volume 2, Part 2. Harvard, Mass: Dumbarton Oaks, 1995, p. 575.
29. ↑  Curta p.309
30. ↑  Shahîd, p. 612.
31. 1 2  Curta p.315
32. ↑  Curta pp315-317
33. ↑  Curta p.299
34. ↑  Curta p.317
35. ↑  Seaby, Wilfred A. and Woodfield, Paul (1980). "Viking Stirrups from England and their Background". Medieval Archeology, Volume 24: 90. {{استشهاد بدورية محكمة}}: الاستشهاد بدورية محكمة يطلب |دورية محكمة= (مساعدة)
36. 1 2  Seaby, p 91
37. 1 2  Seaby p.92
38. ↑  Christiansen, Eric (2002). The Norsemen in the Viking age. Blackwell Publishing. ص. 175. ISBN:0-631-21677-4.
39. ↑  Seaby p.87
40. ↑  World Decade for Cultural Development 1988-1997. United Nations Educational, Scientific and Cultural Organization. World Decade Secretariat. نسخة محفوظة 25 يونيو 2020 على موقع واي باك مشين.
41. ↑  Medieval Technology and Social Change, Author Lynn Townsend White, Publisher, Oxford University Press, 1964, ISBN 0195002660, 9780195002669
42. ↑  see, e.g. D. A. Bullough, English Historical Review (1970) and Bernard S. Bachrach, "Charles Martel, Mounted Shock Combat, the Stirrup, and Feudalism" in Studies in Medieval and Renaissance History (1970).
43. ↑  Samurai, warfare and the state in early medieval Japan (Google eBook), Karl F. Friday, Psychology Press, 2004 P.98 نسخة محفوظة 29 أبريل 2016 على موقع واي باك مشين.
44. ↑  Blair, Claude and Tarassuk, Leonid, eds. (1982). The Complete Encyclopedia of Arms and Weapons. p.17. سايمون وشوستر. ISBN 0-671-42257-X.
45. ↑  "Treeless Saddles" Web site accessed Feb 2, 2008 نسخة محفوظة 12 يونيو 2016 على موقع واي باك مشين.
46. ↑  "Stubben Stirrup Recall," Horse Journal, October, 2007, p. 22